# Кабинетный пудинг
Кабинетный пудинг (англ. Cabinet pudding, также пудинг канцлера (chancellor’s pudding) или ньюкаслский пудинг (Newcastle pudding) — традиционный английский сладкий формованный пудинг, приготовленный на пару, из хлеба, бисквита или аналогичных ингредиентов в заварном креме, в форме, с кусочками фруктов, такими как вишня или изюм. Подаётся со сладким соусом. В других версиях кабинетного пудинга может использоваться желатин и взбитые сливки.

## Ранние рецепты

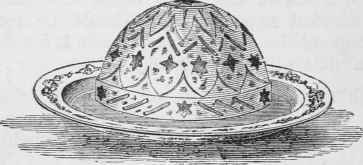
Гравюра, изображающая кабинетный пудинг, 1882

Один из самых ранних зарегистрированных рецептов можно найти в работе Джона Молларда 1836 года «Искусство кулинарии, новое издание» (The Art of Cookery New edition):
Вскипятите пинту сливок или молока с палочкой корицы и небольшим количеством лимонной цедры в течение десяти минут, залейте этим четверть фунта торта «Савой» или бисквитного печенья и, когда он остынет, добавьте две унции иорданского миндаля, ошпарьте его и мелко порубите. Смажьте форму маслом, застелите ее промасленной бумагой, на дно и по бокам выложите несколько сушёных вишен, влейте смесь с добавленными к ней шестью хорошо взбитыми белками яиц и поставьте форму в сотейник с кипящей водой на три четверти часа. При подаче полить соусом из масла и муки, добавить немного белого вина и бренди, а также немного лимонного сока.

## В литературе
Упоминается в первом романе Бенджамина Дизраэли «Вивиан Грей» (Vivian Grey, 1826), где главный герой учит маркиза Карабаса, как есть кабинетный пудинг с соусом кюрасао. В «Лондон принадлежит мне» (London Belongs to Me) мистер Джоссер жалуется, когда его кабинетный пудинг подают с заварным кремом, а не с белым соусом. В романе Джона О’Хара «С террасы» (From the Terrace, 1958) главному герою Альфреду Итону на десерт подают пудинг после того, как ему предложили важную работу в фирме Джеймса Д. Макхарди. Герою романа Владимира Набокова «Приглашение на казнь» Цинциннату приносят в камеру смертников обед, включавший среди прочего и «пудинг-кабинет».